# Couvent Saint-François-de-Paule

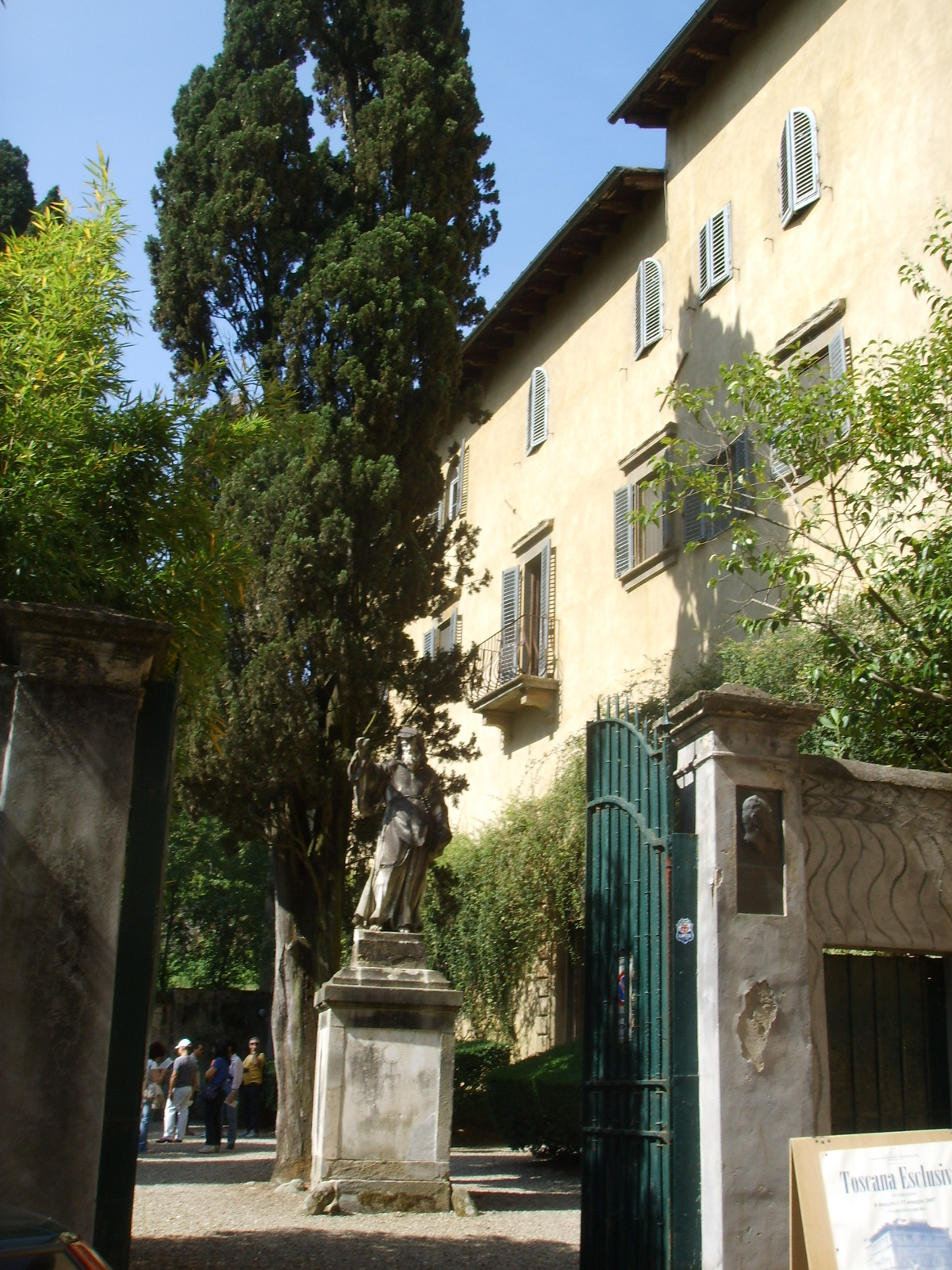
Entrée avec la statue de saint François de Paule.

Le couvent Saint-François-de-Paule (convento San Francesco di Paola), dénommé plus tard villa Hildebrand, est un ancien couvent de minimes situé en Italie, à Florence. Il se trouve contigu à un jardin du XVIIIe siècle donnant sur la colline du Bellosguardo (it).

## Historique

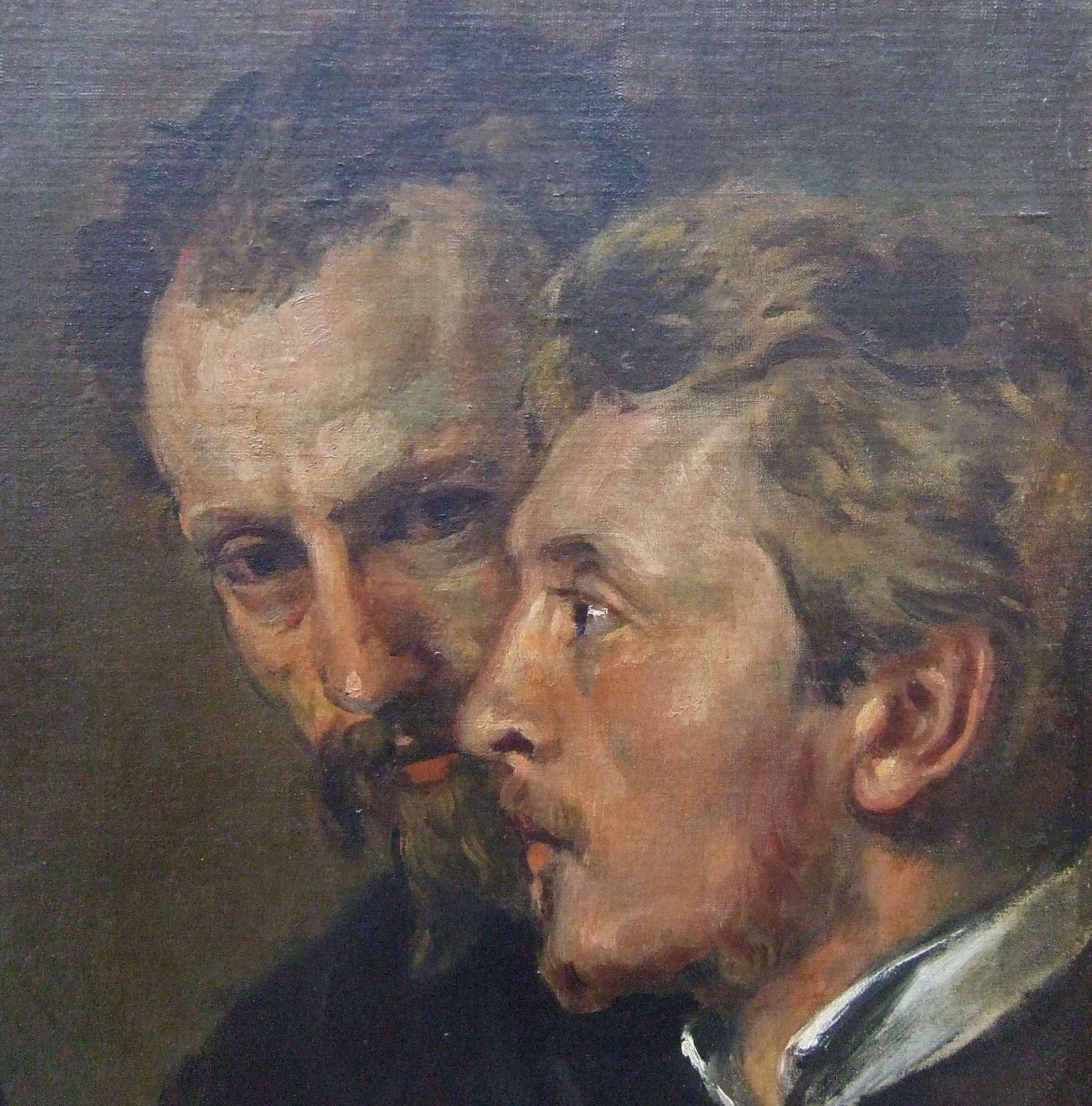
Hans von Marées (1873), détail : Hans von Marées à gauche et Adolf Hildebrand à droite, Neue Pinakothek de Munich.

Les pères minimes de saint François de Paule arrivent à Florence en 1583 à l'invitation de Bianca Capello. Ils acquièrent un terrain sur la colline du Bellosguardo grâce à une donation de la famille Strozzi. Le terrain comprenait une maison domaniale et une ferme. Le couvent est bâti par Gherardo Silvani grâce aux donations des grandes familles florentines, dont les Strozzi. L'ordre est interdit en Toscane en 1782 sous l'effet du despotisme éclairé et le couvent est sécularisé. La propriété est acquise par la famille Frederighi qui fait reconstruire l'actuelle villa avec un parc. L'ancienne église conventuelle sert de chapelle privée à la famille.
La propriété est ensuite vendue à l'archiconfrérie de la Miséricorde et l'église sert de filiale à la paroisse Saints-Guy-et-Modeste de Bellosguardo. La propriété est achetée en 1874 par le jeune sculpteur Adolf Hildebrand, ami du peintre Hans von Marées. Il en fait sa résidence principale avec sa famille, jusqu'en 1899. C'est Hildebrand qui installe la statue de saint François de Paule (XVIIe siècle) à l'entrée de la villa. Il rénove le bâtiment qui se trouvait auparavant dans un état de semi-abandon. Il y reçoit – outre Hans von Marées – des personnalités telles que Konrad Fiedler (mécène d'Hildebrand pendant sa jeunesse et philosophe de l'esthétique), Heinrich Wölfflin, Albert Lang ou Peter Bruckmann. C'est ici que les enfants du sculpteurs sont élevés, dont le futur théologien Dietrich von Hildebrand.

## Description
La villa possède une imposante façade à loggia dans les tonalités grises devant laquelle part une allée de cyprès. Ceux-ci flanquent les bâtiments agricoles et datent probablement de l'époque du couvent. L'entrée est couverte de voûtes en berceau et décorée de bas-reliefs de la main de Hildebrand. La loggia est décorée de sculptures. En face se trouve un petit jardin avec une pelouse rectangulaire entourée de gradins rehaussés.
Le parc de la propriété est aujourd'hui de style anglais avec des bouquets d'arbres allongés rythmant les prés. De petites allées parcourent le parc avec des statues. On peut embrasser la vue entière du centre historique de Florence d'un point du parc, avec au loin le palais Pitti et les églises de Florence, mais sans aller jusqu'au piazzale Michelangelo.

## Illustrations

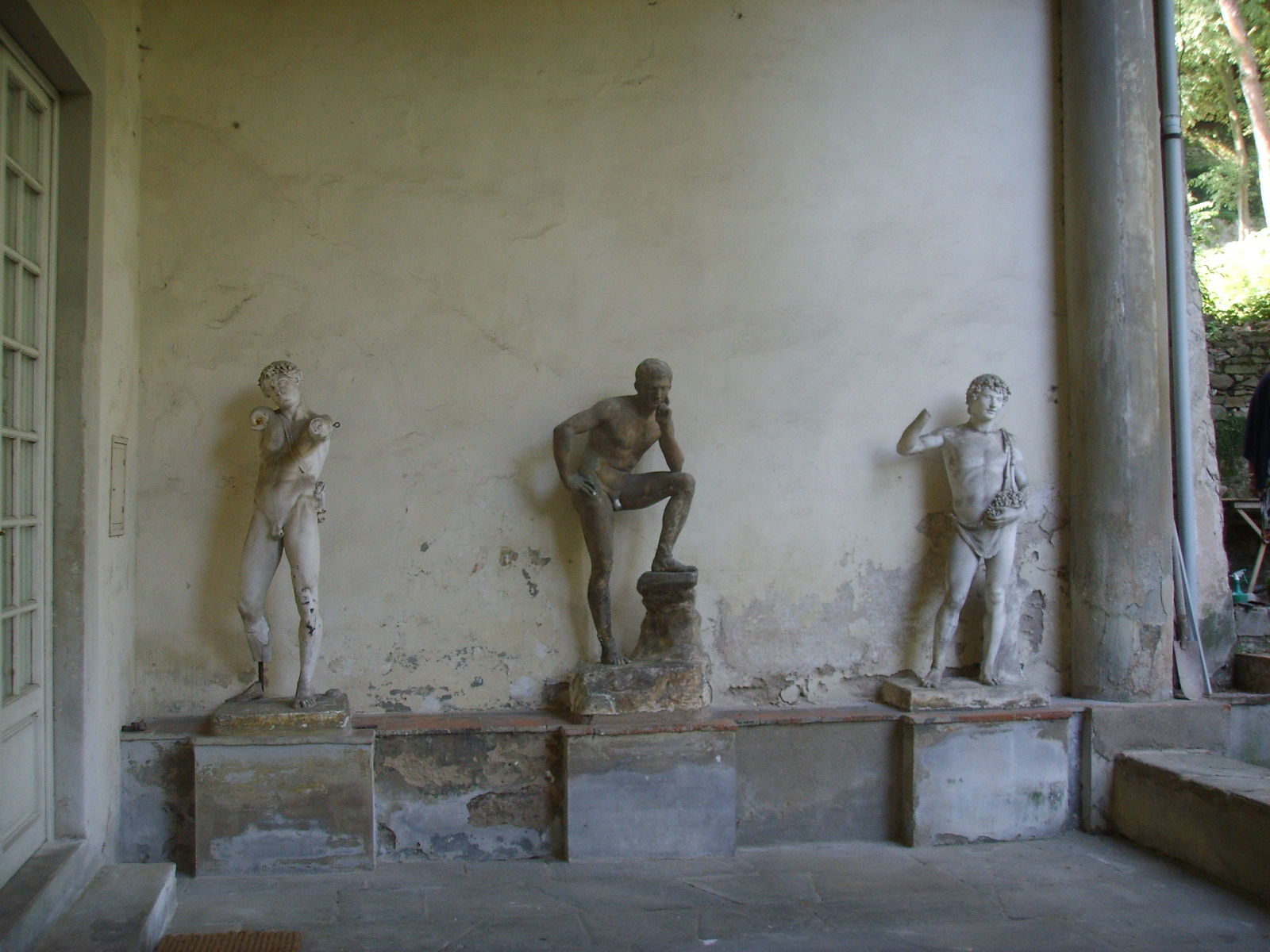
Quelques statues de la loggia
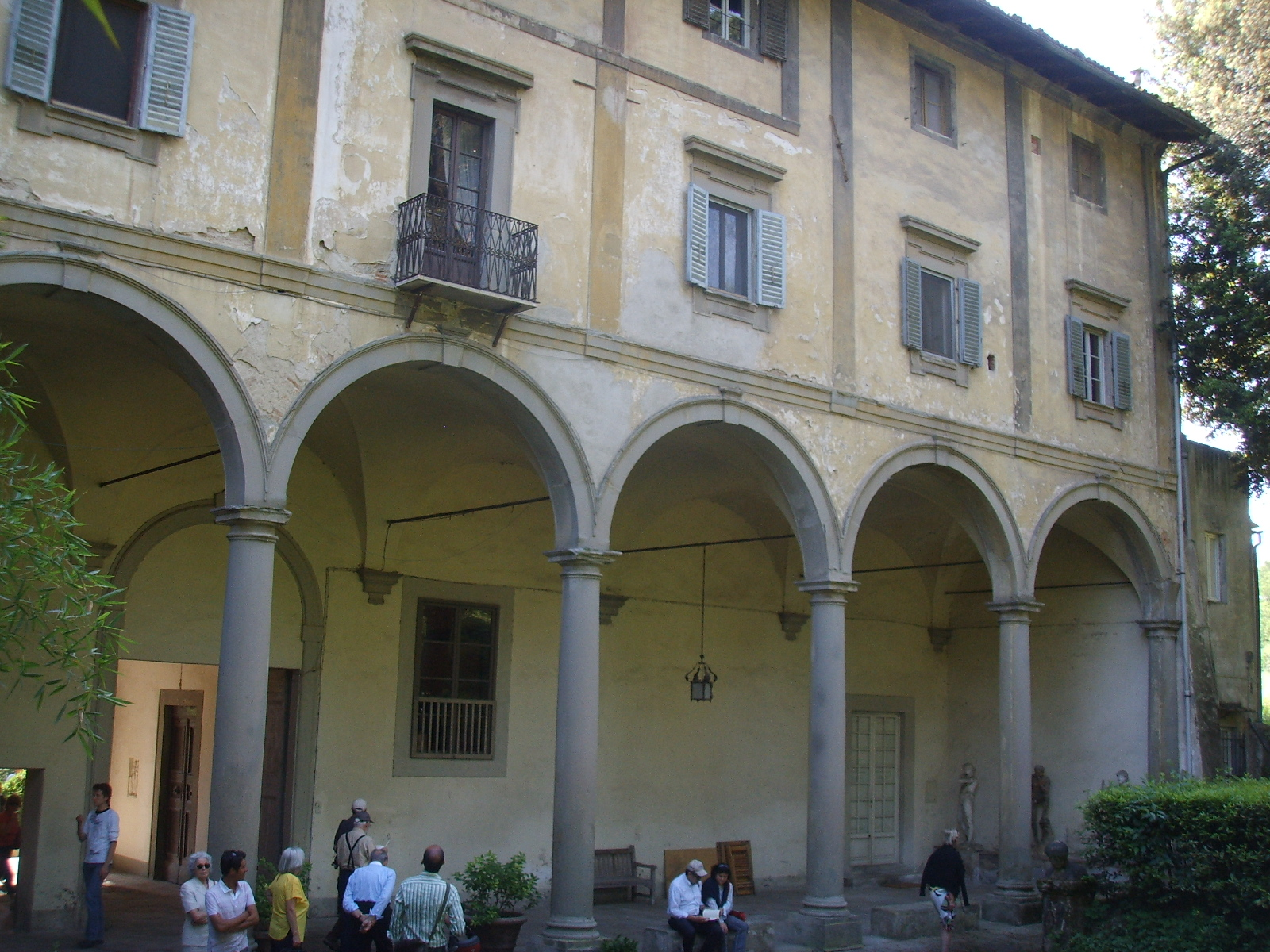
Vue arrière de la villa
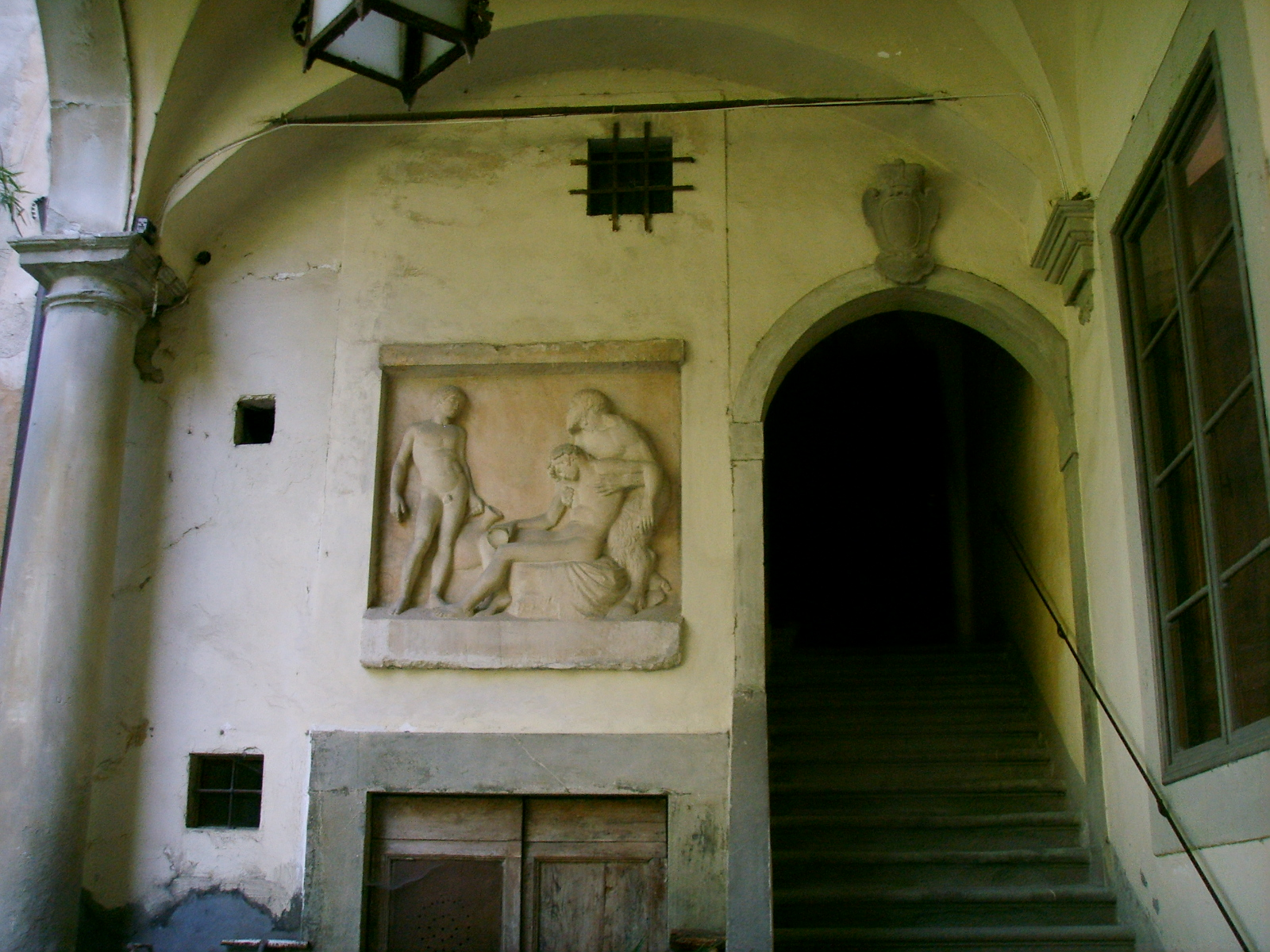
Bas-relief d'Hildebrand dans la loggia
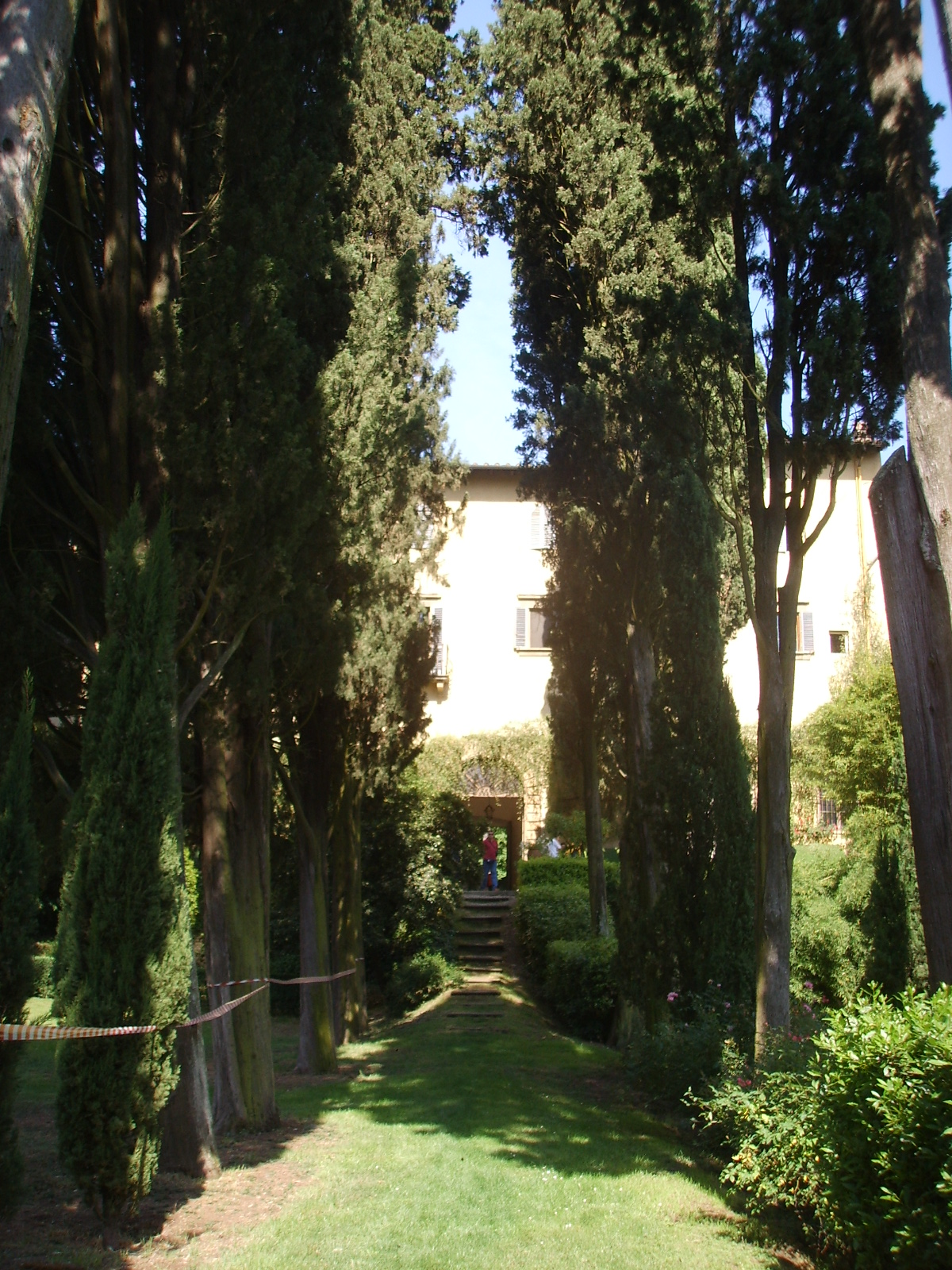
Allée de cyprès
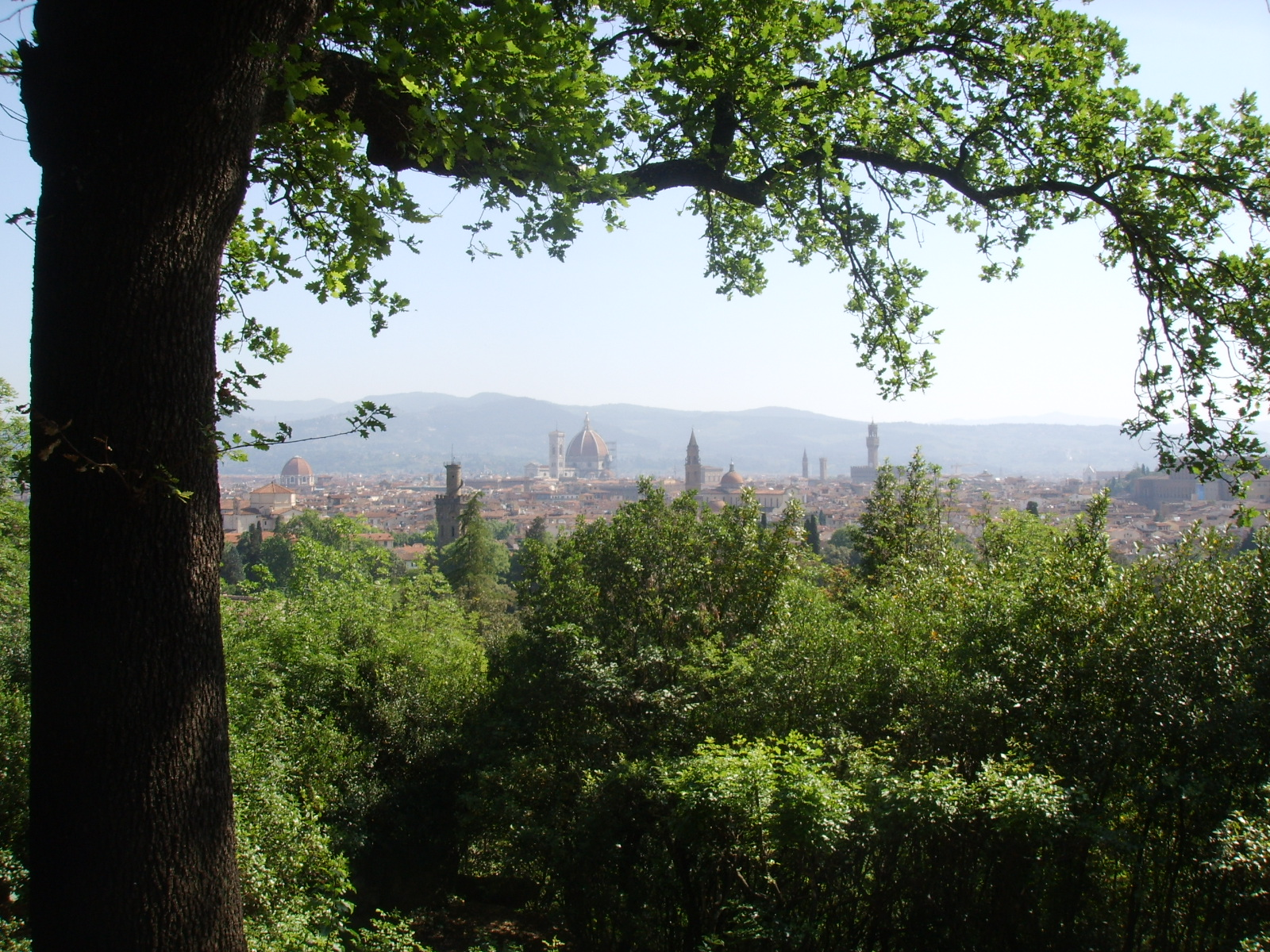
Vue du centre historique de Florence à partir du belvédère

## Notes et références

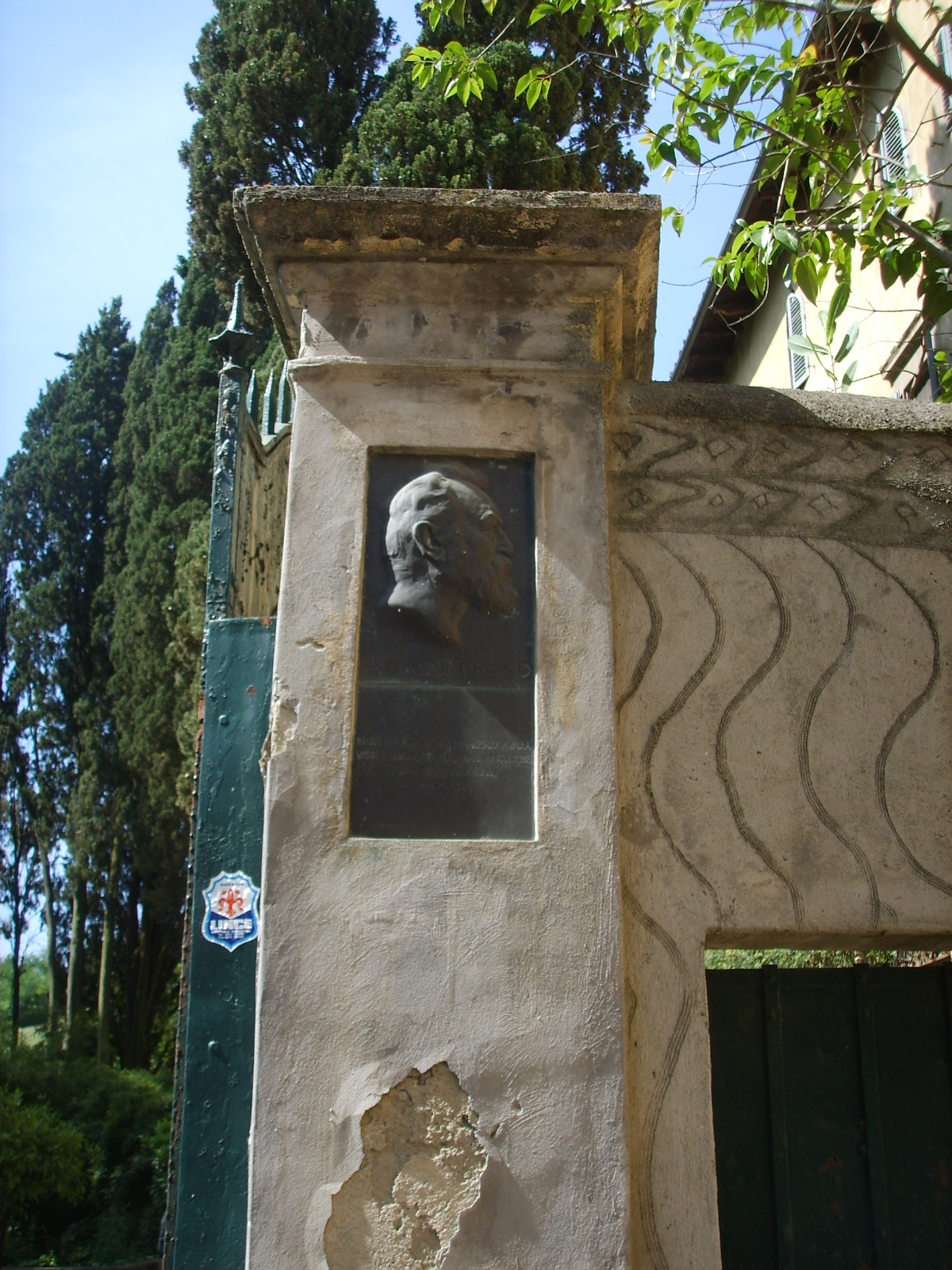
Plaque commémorative à l'entrée avec le profil d'Adolf von Hildebrand.